# Râșnov
Râșnov (in ungherese Barcarozsnyó, in tedesco Rosenau) è una città della Romania di 16055 abitanti, ubicata nel distretto di Brașov, nella regione storica della Transilvania.
Fa parte dell'area amministrativa anche la località di Romacril.

## Storia

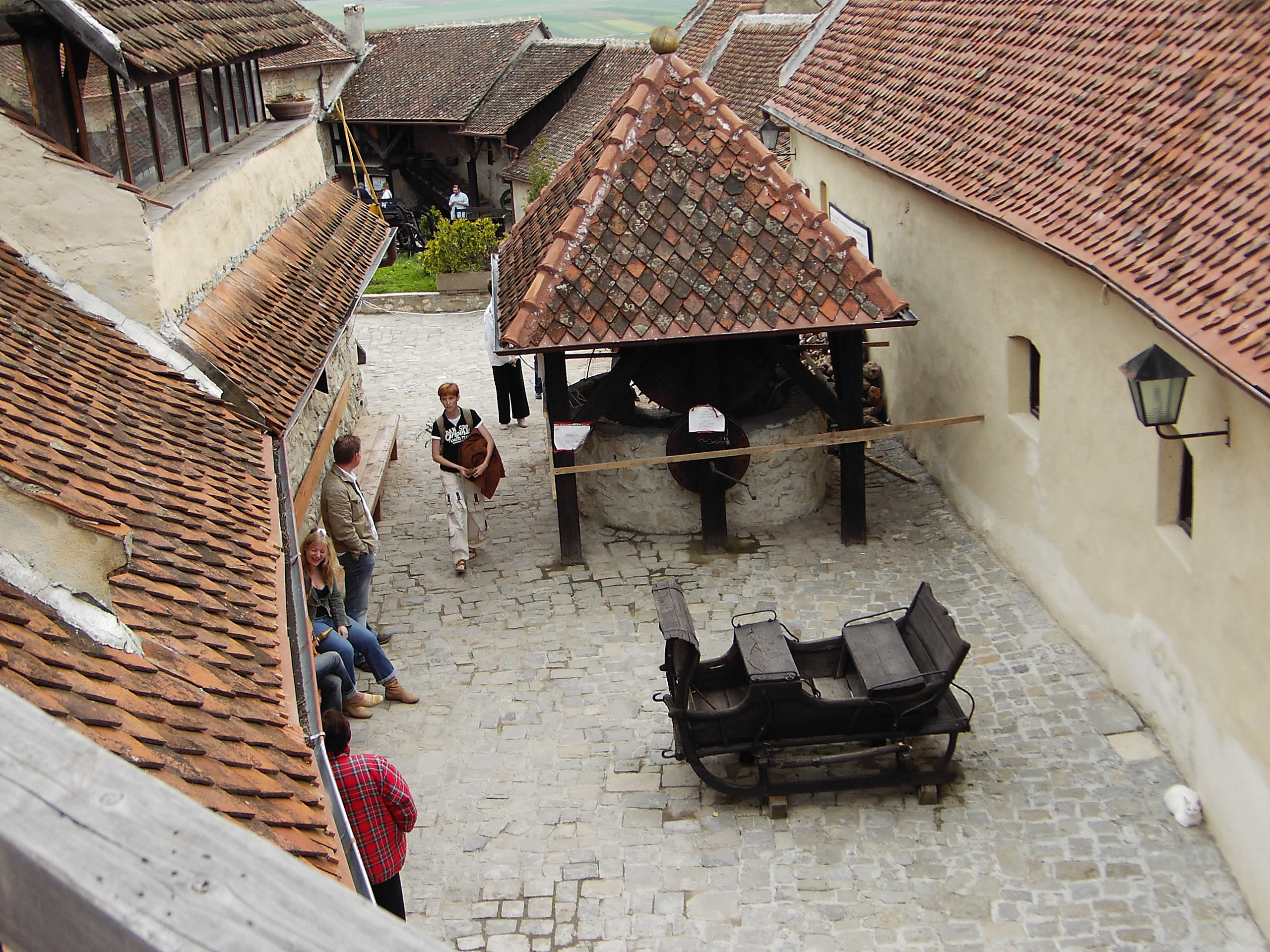
Il pozzo nella cittadella

Il nome della città deriva dalla parola slava žrŭnovy, che significa villaggio (o valle) del mulino.
A Râșnov si trova un'imponente cittadella fortificata costruita dai Cavalieri Teutonici attorno al 1215, citata per la prima volta in un documento del 1331. La cittadella è famosa sia per il fatto che essa venne espugnata una sola volta nella sua storia (attorno al 1600 da Gabriel Báthory) sia per la presenza all'interno di essa di un pozzo profondo 143 metri al quale è legata una leggenda.
Si racconta infatti che la mancanza d'acqua durante un lungo assedio fece sì che due prigionieri turchi venissero posti a scavare un pozzo, con la promessa della libertà a conclusione dell'opera; nonostante l'opera venisse completata dopo 32 anni di lavoro, la promessa non venne mantenuta ed i prigionieri furono uccisi.

## Economia

### Turismo
La fortezza Râșnov è diventata più famosa quando nell'anno 2002, nella zona e anche all'interno della fortezza, sono state filmate alcune scene per il film statunitense "Ritorno a Cold Mountain", con Nicole Kidman, Jude Law, Renée Zellweger, Donald Sutherland, Natalie Portman protagonisti del film.

## Sport

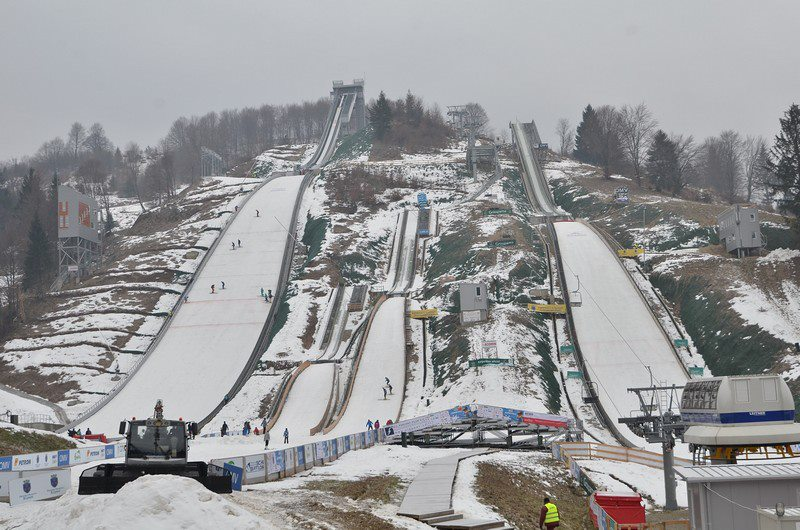
Il complesso Valea Cărbunării

La città è attrezzata per la pratica degli sport invernali e ospita trampolini per il salto con gli sci dal 1936; dal 2012 è in funzione il nuovo trampolino Valea Cărbunării, sede tra l'altro di alcune prove del XI Festival olimpico invernale della gioventù europea di Brașov 2013.